# سيدي مسعود (منطقة)
سيدي مسعود منطقة تقع بضواحي مدينة الدار البيضاء المغربية, وتشتهر بانتشار اللبانين، أي أصحاب محلات ببيع اللبن والكسكس الممزوج به، حيث تسمى هذه الوجبة محليا بـ«سايكوك» . كما يعقد بسيدي مسعود سوق أسبوعي.

## أصل التسمية
يرجع أصل التسمية إلى وجود ضريح بالمنطقة يسمى سيدي مسعود.

## السوق الأسبوعي
يعقد كل يوم أحد. لازال يحتفظ بطابعه الشعبي، وتباع فيه الخضر خصوصا.

## وصلات داخلية
- الدار البيضاء
- المغرب